# Ornithoscelida
Ornithoscelida é um clado proposto que inclui vários grupos principais de dinossauros. Uma ordem Ornithoscelida foi originalmente proposta por Thomas Henry Huxley, mas posteriormente abandonada em favor da divisão de Dinosauria de Harry Govier Seeley em Saurischia e Ornithischia. O termo foi revivido em 2017 após uma nova análise cladística de Baron et al.

## Conceito de Huxley
Thomas Henry Huxley originalmente definiu o termo em uma palestra de 1869 como um grupo que compreende em dois subgrupos: o grande e pesado Dinosauria e o recém-descoberto Compsognathus, que ele colocou em um novo agrupamento, o compsognathidae. Os primeiros foram definidos por suas vértebras cervicais mais curtas e o comprimento do fêmur excedendo o comprimento da tíbia, e os últimos com vértebras cervicais mais longas, e o comprimento do fêmur menor que o comprimento da tíbia. Ele notou que as características de seus ossos apresentavam muitos traços semelhantes aos dos pássaros. Os dinossauros que Huxley dividiu em três famílias:
- Megalosauridae: Teratosaurus, Palaeosaurus, Megalosaurus, Poekilopleuron, Laelaps, e Euskelosaurus (provisoriamente)
- Scelidosauridae: Thecodontosaurus, Scelidosaurus, Hylaeosaurus, Polacanthus (provisoriamente), e Acanthopholis
- Iguanodontidae: Cetiosaurus, Iguanodon, Hypsilophodon, Hadrosaurus, e Stenopelix (provisoriamente)

Essa classificação caiu rapidamente em desuso, devido ao sistema de classificação dominante de Harry Govier Seeley, que agrupava os dinossauros em dois ramos principais: Saurischia e Ornithischia.

## Teoria moderna
No início do século XXI, as descrições aprimoradas dos primeiros ornitísquios Heterodontosaurus e Lesothosaurus aumentaram enormemente as informações disponíveis sobre as origens dos Ornithischia. Em março de 2017, Matthew Baron, David Norman e Paul Barrett publicaram um artigo na revista Nature com uma análise em que o dinossauros terópodes — não contendo mais os Herrerasauridae — eram mais intimamente relacionados aos dinossauros ornitísquios do que ao Sauropodomorpha, o grupo ao qual pertencem os dinossauros saurópodes. Análises anteriores tinham antes combinado o Theropoda com o Sauropodomorpha na Saurischia, com exclusão do Ornithischia. Esses grupos também foram formalmente definidos para refletir isso. Usando essas definições padrão, os novos resultados teriam o efeito de trazer Ornithischia para dentro da Saurischia e, de fato, da Theropoda; e o Sauropodomorpha fora da Dinosauria. Para evitar isso, Baron e seus colegas redefiniram todos esses grupos. Propor que Ornithischia e Theropoda eram grupos irmãos também significava que um novo nome era necessário para o clado que os combinava. Eles chamaram este novo clado de Ornithoscelida, definindo-o como "o clado menos inclusivo que inclui Passer domesticus e Triceratops horridus". Isso significa que este ramo do clado consiste no último ancestral comum do terópode Passer existente e do Tricerátopo ornitísquio; e todos os seus descendentes. O nome antigo de Huxley, Ornithoscelida, foi escolhido porque seu significado, "pernas de pássaro", se encaixava bem nos traços dos membros posteriores do clado.
O cladograma abaixo mostra a filogenia de Baron et al. de 2017:
|  | †Herrerasauridae |
|  |                  |
|  | †Sauropodomorpha |
|  |                  |

|  | †Ornithischia |
|  |               |
|  | Theropoda     |
|  |               |

|  | †Herrerasauridae |
|  |                  |
|  | †Sauropodomorpha |
|  |                  |

|  | †Ornithischia |
|  |               |
|  | Theropoda     |
|  |               |

|  | †Herrerasauridae |
|  |                  |
|  | †Sauropodomorpha |
|  |                  |

|  | †Ornithischia |
|  |               |
|  | Theropoda     |
|  |               |

|  | †Herrerasauridae |
|  |                  |
|  | †Sauropodomorpha |
|  |                  |

|  | †Ornithischia |
|  |               |
|  | Theropoda     |
|  |               |

|  | †Herrerasauridae |
|  |                  |
|  | †Sauropodomorpha |
|  |                  |

|  | †Ornithischia |
|  |               |
|  | Theropoda     |
|  |               |

|  | †Herrerasauridae |
|  |                  |
|  | †Sauropodomorpha |
|  |                  |

|  | †Ornithischia |
|  |               |
|  | Theropoda     |
|  |               |

|  | †Herrerasauridae |
|  |                  |
|  | †Sauropodomorpha |
|  |                  |

|  | †Ornithischia |
|  |               |
|  | Theropoda     |
|  |               |

|  | †Herrerasauridae |
|  |                  |
|  | †Sauropodomorpha |
|  |                  |

|  | †Ornithischia |
|  |               |
|  | Theropoda     |
|  |               |

Um estudo complementar, apresentado por Parry, Baron e Vinther (2017), demonstrou como, demonstrou como, se usando o mesmo conjunto de dados, a hipótese de Ornithoscelida também pode ser recuperada usando uma gama de diferentes métodos de análise filogenética, incluindo a probabilidade máxima Bayesiana. O mesmo estudo, ao analisar uma versão modificada do original conjunto de dados de Baron et al. (2017), também encontrou algum suporte para a hipótese de Phytodinosauria ao usar certos tipos de análise.
A hipótese de Ornithoscelida foi contestada por uma equipe internacional de pesquisadores em novembro de 2017, após uma reformulação do conjunto de dados anatômicos original de Baron et al. (2017). Esta reformulação produziu o modelo tradicional, com Ornithischia e Saurischia recuperados como táxons irmãos. No entanto, esta árvore tradicional era apenas fracamente suportada e não era estatisticamente significativamente diferente da hipótese alternativa de Ornithoscelida. No entanto, seus autores reconheceram que esta árvore tradicional tem suporte fraco e não era estatisticamente significativamente muito diferente da hipótese alternativa de Ornithoscelida.